# Shibata-Gakuen-Oberschule
Die Shibata-Gakuen-Oberschule (japanisch 柴田学園高等学校 Shibata Gakuen Kōtōgakkō) ist eine koedukative private Oberschule in Hirosaki, Japan. Im Juni 2020 hatte die Schule 91 männliche und 304 weibliche Schüler.

## Geschichte
Die Schule wurde 1923 von der Vorkämpferin für Frauenbildung Shibata Yasu als „japanisch-europäische Nähschule Hirosaki“ (弘前和洋裁縫学校 Hirosaki Wayō Saihō Gakkō) gegründet, formal eine Berufsschule für Mädchen. Im Zuge einer Reform des japanischen Schulsystems im Jahr 1948 wurde sie unter dem Namen „Shibata-Mädchenoberschule“ (柴田女子高等学校 Shibata Joshi Kōtōgakkō) als Oberschule neu eröffnet. 2019 wurde die Schule koedukativ und benannte sich dementsprechend in „Shibata-Gakuen-Oberschule“ (柴田学園高等学校 Shibata Gakuen Kōtōgakkō) um. Die mit der Öffnung für Jungen einhergehenden Umbauarbeiten waren 2021 abgeschlossen. Ebenfalls 2021 wurde die Schule der Shibata-Universität (柴田学園大学 Shibata Gakuen Daigaku) angegliedert, was zum vollständigen Namen Shibata Gakuen Daigaku Fuzoku Shibata Gakuen Kōtōgakkō (柴田学園大学附属柴田学園高等学校, etwa: „der Shibata-Gakuen-Universität angegliederte Shibata-Gakuen-Oberschule“) führte. Die Schülerinnen und Schüler der Schule können bereits Vorlesungen an der Shibata-Universität besuchen und sich diese anrechnen lassen, falls sie anschließend dort (beziehungsweise an der zugehörigen Kurzuniversität) aufgenommen werden.

## Lehrangebot
Die Schule verfügt Stand Januar 2024 über drei Zweige: einen allgemeinen Zweig (普通科 futsū-ka), einen hauswirtschaftlichen Zweig (家政科 kasei-ka) und einen Informatik-Zweig (情報科 jōhō-ka), von denen die ersteren beiden wiederum je zwei weitere Spezialisierungen bieten.

## Ausstattung
Auf dem Schulgelände befindet sich ein Studentenwohnheim mit 50 Zimmern, das auf 200 Personen ausgelegt ist und eine klimatisierte Mensa, ein Großbad und Lernräume (darunter ein Klavierzimmer) beinhaltet.

## Veranstaltungen
Im Januar nimmt die Schule an einem präfekturweiten und im Februar an einem landesweiten Ski-Wettbewerb teil; ebenfalls im Februar gibt es auch Ski-Unterricht (für Schülerinnen und Schüler der ersten beiden Jahrgänge) an der Schule. Im Mai finden Kurse zum sicheren Umgang mit Smartphones und Handys statt. Die Schülerinnen und Schüler der zweiten Jahrgangsstufe absolvieren im Juli ein Praktikum und im November trägt die Schule zur Verschönerung der Stadt bei.

## Aufnahmeprüfung und Schulgebühren
Um sich an der Schule bewerben zu können, müssen Schülerinnen und Schüler vom Schulleiter ihrer Mittelschule empfohlen werden, dürfen in den drei Jahren ihrer Mittelschulzeit höchstens zwanzig Tage gefehlt haben und keine „1“ in der fünfstufigen Bewertung im Schulzeugnis aufweisen. Die Schule führt Aufnahmeprüfungen in den Fächern Japanisch, Mathematik, Englisch, Gesellschaftslehre und Naturwissenschaften durch; die Schüler müssen einen Aufsatz schreiben. Es findet ein individuelles Vorstellungsgespräch statt. Aufgenommen werden (Stand 2024) 210 Schüler. Die Gebühr zur Teilnahme an der Aufnahmeprüfung beträgt 10.000 ¥ (umgerechnet 61,67 €), die Aufnahmegebühr 120.000 ¥ (740,06 €) bei einem monatlichen Schulgeld von 37.000 ¥ (228,18 €) mit vier Vergünstigungsstufen abhängig vom elterlichen Einkommen, darunter vollständiger Erlass der Unterrichtsgebühren für Haushalte mit weniger als 5,9 Mio. ¥ (36.386,06 €) Jahreseinkommen.
Absolventinnen und Absolventen der Shibata-Gakuen-Oberschule sind von der Gebühr für die Aufnahmeprüfung an der Shibata-Gakuen-Universität befreit und müssen dort auch nur zwei Drittel der Unterrichtsgebühren entrichten.